# Porites undulata
Porites undulata är en korallart som först beskrevs av Carl Benjamin Klunzinger 1879.  Porites undulata ingår i släktet Porites och familjen Poritidae.
Artens utbredningsområde är Indiska oceanen. Inga underarter finns listade i Catalogue of Life.